# Arroz de sarrabulho

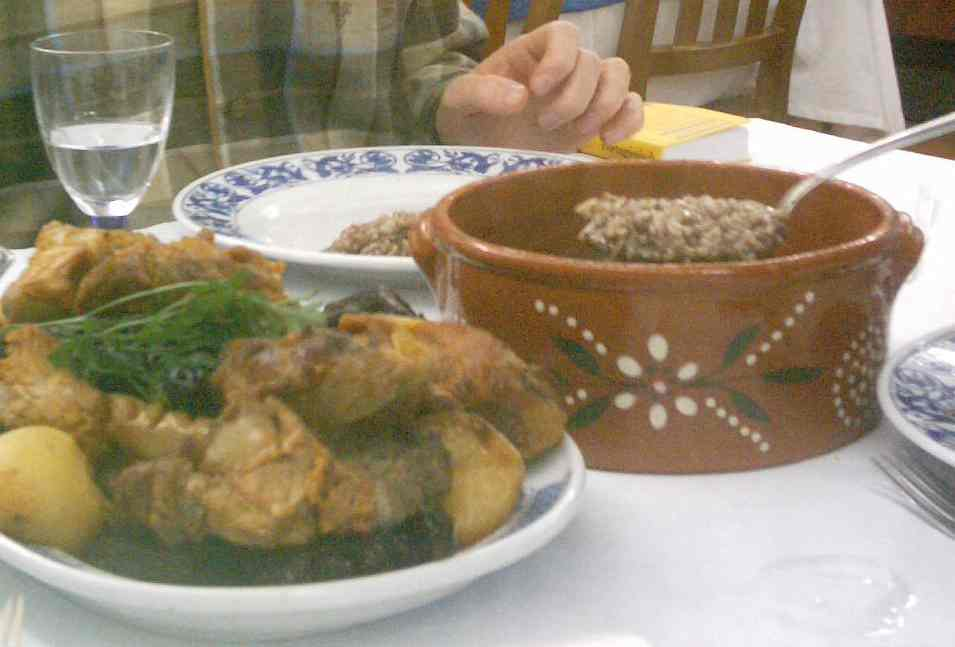
Rojões al estilo del minho (izquierda) con arroz de sarrabulho en la cazuela de barro.

El Arroz de sarrabulho es un plato muy típico de la cocina portuguesa, en concreto de la región de Minho. Se elabora con diferentes tipos de carnes: cerdo, vaca y gallina), sangre de cerdo y diversas especias. Se sirve con las carnes deshilachadas en lo que se dice "malandrinho", o lo que es lo mismo con el agua de la cocción. Se sirve generalmente acompañado por los Rojões à moda do Minho (Rojões es la denominación que se hace en el norte de Portugal a los pedazos de cerdo fritos). Se trata de un plato fuerte.

## Historia
En el año 2006 se creó la cofradía del arroz de sarrabulho à moda de Ponte de Lima, con el objetivo de divulgar y realzar los valores gastronómicos e históricos de este plato.